# Chaim Arlosoroff
Vitaly Viktor Chaim Arlosoroff (også Arlozorov eller Arlozoroff, hebraisk: חיים ארלוזורוב; født 23. februar 1899 i Romny, Russiske Kejserrige, død 16. juni 1933 i Tel Aviv) var zionistleder i Palæstina under det britiske mandat og leder for den politiske afdeling af The Jewish Agency. Arlosoroff blev myrdet under en vandring på stranden ved Tel Aviv i 1933.